# Long play

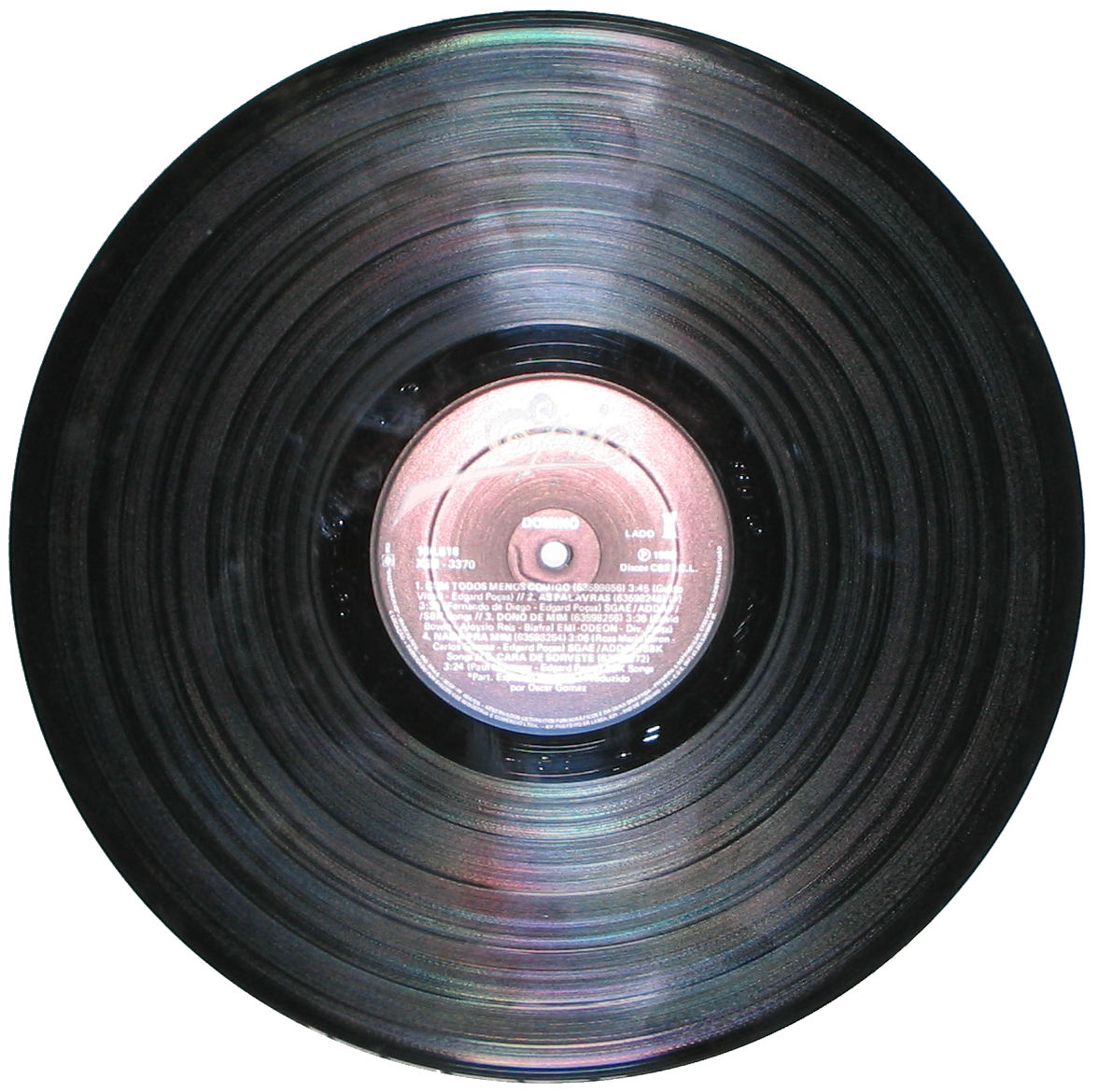

Un LP este un termen încetățenit în întreaga lume provenit din prescurtarea expresiei engleze long play, care s-ar traduce aproximativ prin „mediu pentru audio de lungă durată”. LP se pronunță [el pi].
Un LP se referă practic întotdeauna la o placă de patefon sau pickup cu înregistrări pe ambele fețe, făcută de obicei din vinil negru, dar uneori și din metal, și cu o durată de audiție de câte circa 30 de minute pe fiecare față. Diametrul LP-urilor este de aproximativ 30 cm. Pentru a fi ascultate este nevoie de un așa-numit pickup, cu o turație de 331⁄3 rpm. Înregistrarea propriu-zisă (doar audio) se aplică LP-ului prin turnare (în fabrică), în formă de șanț în spirală, de obicei de la margine spre centru, și neregulat ca adâncime. De cele mai multe ori este vorba de o înregistrare audio stereo (cu 2 canale). LP-urile nu se pot reînregistra cu material audio nou.
Aceleași principii se folosesc și la plăcile audio mai mici de tip single play (SP, [es pi], sau și "single", [sin-gl]), care măsoară în diametru numai circa 16 cm și sunt făcute pentru 45 rpm.
LP-urile și single-urile au fost practic „alungate” de pe piață de către casetele cu bandă magnetică reînregistrabilă, iar mai târziu și de către CD-uri.
În ultimii ani, cam din anul 2005, discurile de vinil au început să revină pe piață, la fel și vânzările de pick-up-uri au început să crească. în perioada 2011-2014, interesul pentru vinil atinge cote foarte mari, mai ales după ce în anii 80 si 90 acesta aproape a dispărut. După 2015,se manifestă în continuu un interes pentru viniluri, acesta având vânzările din ce în ce mai mari, totuși este încă în urma fișierelor media. Probabil acest interes pentru vinil a revenit deoarece acesta oferă cel mai bun detaliu sonor și cea mai bună rezoluție, în ciuda unor zgomote parazite mai mari, și a unor precauții și întrețineri mai speciale. Inclusiv tinerii care nu au prins epoca de glorie a vinilului au început să manifeste interes.

## Vezi și
- Compact Disc

## Legături externe
- "Dreams of Vinyl: The Story of the LP Record" by Jac Holzman Arhivat în 17 martie 2012, la Wayback Machine.
- How do vinyl record works at vinyl-place website
- Playback equalization for 78 rpm shellacs and early LPs (EQ curves, index of record labels): Audacity Wiki
- The manufacturing and production of shellac records. Educational video, 1942.